# Jeff Arnal
Jeff Arnal (* 1971) ist ein amerikanischer Improvisationsmusiker (Perkussion, Komposition) und Kulturmanager.

## Wirken
Arnal studierte Musik am Peabody Conservatory in Baltimore. Er absolvierte zunächst einen interdisziplinären Bachelor in interdisziplinären Studien an der University of Maryland. In den 1990er Jahren studierte er am Bennington College bei Stuart Saunders Smith und Milford Graves, wo er mit einem Master in Musik abging.
Seit 1997 war Arnal dann in der New Yorker Underground-Musik- und Kunstszene aktiv. Als Musiker hat er Ballettmusiken verfasst und aufgeführt. Weiterhin arbeitete er mit Charles Gayle (2002), mit John Dierker und Gordon Beeferman (Auftritt beim Vision Festival 2008), im Perkussion-Duo MEJA mit Michael Evans (2009), mit Seth Misterka, Reuben Radding, Nate Wooley sowie Dietrich Eichmann.
Arnal war 2002 Mitbegründer des interdisziplinären Festivals Improvised and Otherwise in Brooklyn. Später organisierte er Performances und
Klanginstallationen in der Chocolate Factory in Queens und war Kurator von On The Way Out, einer monatlichen Musikreihe, die er in Freddy’s Bar in Brooklyn initiiert hatte. Ab 2012 war er als Mitarbeiter im Pew Center for Arts and Heritage in Philadelphia tätig. Seit 2016 ist er geschäftsführender Direktor des Black Mountain College Museum + Arts Center in Asheville (North Carolina). Dort befasste er sich mit dem einzigartigen interdisziplinären Vermächtnis des Black Mountain College und den dort früher tätigen Künstlern, wie Stefan Wolpe, John Cage, Merce Cunningham, Lou Harrison und David Tudor.

## Diskographische Hinweise
- Dietrich Eichmann/Jeff Arnal: The Temperature Dropped Again (Leo Records 2004)[4]
- Jeff Arnal & Curt Cloninger: Drum Major Instinct (Mahakala Music 2022)
- Bonnie Han Jones, Jeff Arnal, Ken Vandermark: Signal Otherwise (Catalytic Sound 2024)
- Camila Nebbia, Dietrich Eichmann, John Hughes, Jeff Arnal: Chrononaux (Generate Records 2024)
- Jeff Arnal, Dietrich Eichmann: Tides of Unrest / Berlin 2023 (NoBusiness Records 2025)